# 현대퓨처넷
현대퓨처넷은 고객의 디지털라이프 니즈를 만족시키는 생활 · 문화 · 건강 ICT 플랫폼 기업이다.
현대퓨처넷은 디지털 사이니지ㆍ기업 메시징ㆍ실감콘텐츠 사업을 주요 사업으로 영위하고 있으며, 화장품소재ㆍ건강기능식품ㆍ바이오의료소재ㆍ천연물 원료의약품 사업을 영위하는 ㈜현대바이오랜드(바이오랜드의 종속기업 포함)를 자회사로 두고 있다. 
2020년 11월 현대퓨처넷과 현대에이치씨엔(신설)으로 분할하였으며 2021년 9월 자회사인 현대에이치씨엔과 현대미디어를 KT에 매각하였다.